# Virginia (Minnesota)
Virginia é uma cidade localizada no estado americano de Minnesota, no Condado de St. Louis.

## Demografia
Segundo o censo americano de 2000, a sua população era de 9157 habitantes.
Em 2006, foi estimada uma população de 8550, um decréscimo de 607 (-6.6%).

## Geografia
De acordo com o United States Census Bureau tem uma área de
49,7 km², dos quais 48,8 km² cobertos por terra e 0,9 km² cobertos por água. Virginia localiza-se a aproximadamente 438 m acima do nível do mar.

## Localidades na vizinhança
O diagrama seguinte representa as localidades num raio de 12 km ao redor de Virginia.